# Billy Taylor
Billy Taylor (24 de julho de 1921 - 28 de dezembro de 2010) foi um  pianista e compositor de jazz norte-americano. Foi também radialista.